# Leuchtenberg
Leuchtenberg település Németországban, azon belül Bajorországban. Lakosainak száma 1103 fő (2023. december 31.).

## Népesség
A település népessége az elmúlt években az alábbi módon változott:
| Lakosok száma | 546  | 437  | 652  | 1192 | 1212 | 1200 | 1159 | 1150 | 1111 | 1103 |
|               | 1875 | 1950 | 1975 | 1987 | 2012 | 2014 | 2016 | 2017 | 2021 | 2023 |